# Nationale 2 2017-2018 (hockey su pista)
Il Nationale 2 2017-2018 è stato il torneo di secondo livello del campionato francese di hockey su pista per la stagione 2017-2018. Esso è stato organizzato dalla Federazione di pattinaggio della Francia. La competizione è iniziata il 30 settembre 2017 e si è concluso il 2 giugno 2018.

## Squadre partecipanti
| Club                 | Stagione | Città              | Impianto                | Stagione precedente            |
| -------------------- | -------- | ------------------ | ----------------------- | ------------------------------ |
| Aix-les-Bains        | dettagli | Aix-les-Bains      |                         | 4° in Nationale 2 girone Est   |
| Biarritz             | dettagli | Biarritz           |                         | 4° in Nationale 2 girone Ovest |
| Bouguenais           | dettagli | Bouguenais         |                         | 7° in Nationale 2 girone Ovest |
| Ergué-Gabéric        | dettagli | Ergué-Gabéric      |                         | 5° in Nationale 2 girone Ovest |
| Gazinet-Cestas       | dettagli | Cestas             |                         | 2° in Nationale 2 girone Ovest |
| Gleizé en Beaujolais | dettagli | Gleizé             |                         | 2° in Nationale 2 girone Est   |
| Pacé                 | dettagli | Pacé               | Salle Louison Bobet     | 11° in Nationale 1, retrocesso |
| Poiré Roller         | dettagli | Le Poiré-sur-Vie   | Salle de la Montparière | 12° in Nationale 1, retrocesso |
| Quintin              | dettagli | Quintin            |                         | 3° in Nationale 2 girone Ovest |
| Sporting Fontenay    | dettagli | Fontenay-sous-Bois |                         | 3° in Nationale 2 girone Est   |
| Tourcoing            | dettagli | Tourcoing          |                         | 6° in Nationale 2 girone Est   |
| Villejuif            | dettagli | Villejuif          |                         | 5° in Nationale 2 girone Est   |

## Classifica finale
|  | Pos. | Squadra              | Pt | G  | V  | N | P  | GF  | GS  | DR  |
|  | ---- | -------------------- | -- | -- | -- | - | -- | --- | --- | --- |
|  | 1.   | Poiré Roller         | 60 | 22 | 20 | 0 | 2  | 137 | 63  | +74 |
|  | 2.   | Ergué-Gabéric        | 51 | 22 | 16 | 3 | 3  | 92  | 64  | +28 |
|  | 3.   | Quintin              | 42 | 22 | 13 | 3 | 6  | 111 | 78  | +33 |
|  | 4.   | Aix-les-Bains        | 35 | 22 | 10 | 5 | 7  | 83  | 78  | +5  |
|  | 5.   | Sporting Fontenay    | 33 | 22 | 10 | 3 | 9  | 88  | 73  | +15 |
|  | 6.   | Gazinet-Cestas       | 29 | 22 | 9  | 2 | 11 | 77  | 81  | -4  |
|  | 7.   | Pacé                 | 28 | 22 | 9  | 1 | 12 | 76  | 76  | 0   |
|  | 8.   | Biarritz             | 26 | 22 | 6  | 8 | 8  | 86  | 89  | -3  |
|  | 9.   | Bouguenais           | 24 | 22 | 7  | 3 | 12 | 74  | 86  | -12 |
|  | 10.  | Gleizé en Beaujolais | 23 | 22 | 7  | 2 | 13 | 87  | 123 | -36 |
|  | 11.  | Villejuif (-1)       | 15 | 22 | 3  | 7 | 11 | 65  | 112 | -47 |
|  | 12.  | Tourcoing            | 10 | 22 | 3  | 1 | 18 | 75  | 128 | -53 |

Legenda:
      Promosso in Nationale 1 2018-2019.
      Retrocesso in Nationale 3 2018-2019.
Regolamento:
Tre punti a vittoria, uno a pareggio, zero a sconfitta.
Villejuif un punto di penalizzazione.

## Verdetti
| Verdetto                  | Club                       |
| ------------------------- | -------------------------- |
| Promosse in Nationale 1   | Poiré Roller Ergué-Gabéric |
| Retrocesse in Nationale 3 | Villejuif Tourcoing        |